# Vapenrock m/1959

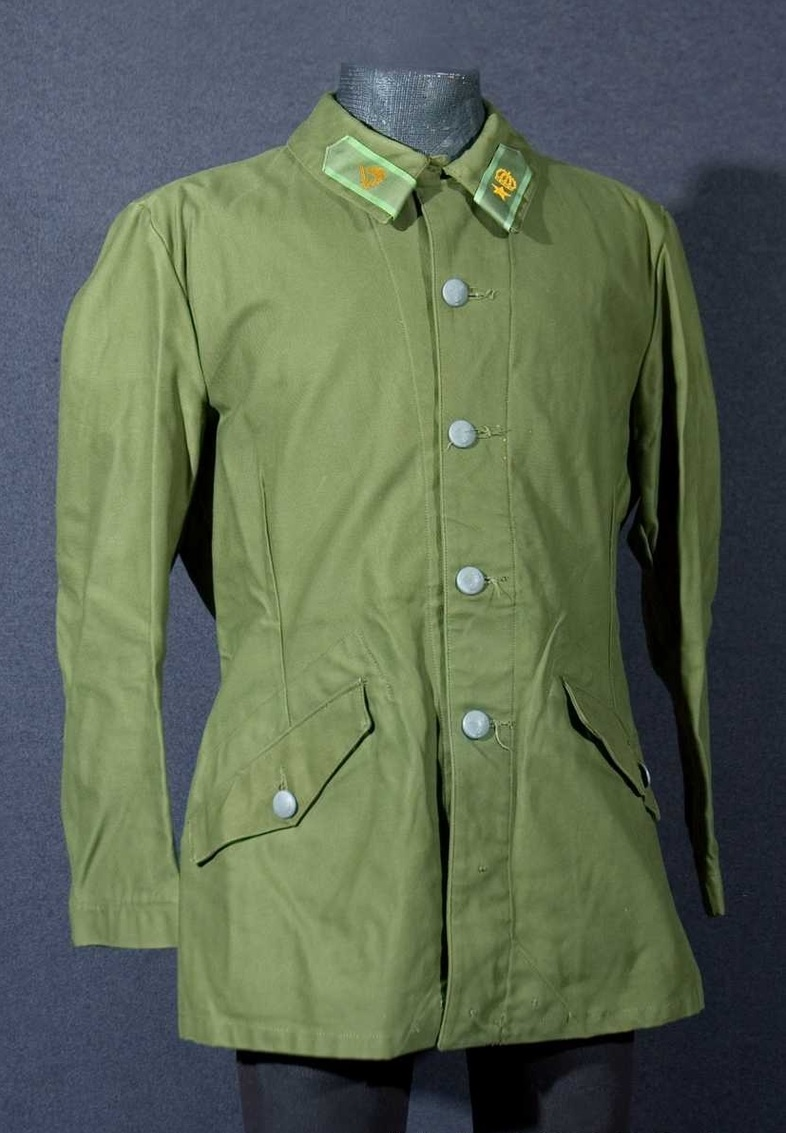
Vapenrocken tillhörande Fältuniform m/1959.

Vapenrock m/1959 var en vapenrock som användes inom svenska Krigsmakten/Försvarsmakten.

## Utseende
Den är av olivgrönt varpsatin och har en enradig knapprad om fyra knappar. På framsidan finns två insydda snedställda fickor. Vidare finns på baksidan ytterligare två fickor. På kragen anbringas kragspegel m/1958.

## Användning
Den användes som en del av uniform m/1959